# محمد إقربوشن
محمد إقربوشن (بالقبائلية: Muḥend Igerbucen) ملحن جزائري ولد يوم 13 نوفمبر 1907 بقرية أيت أوشن في ولاية تيزي وزو.

## شبابه
كان محمد إقربوشن الأكبر بين أحد عشر طفلاً ولدوا لسعيد بن علي وسيك فاطمة بنت أرزقي. التحق بمدرسة ابتدائية إنجليزية في الجزائر العاصمة. هناك درس نظرية الموسيقى لأول مرة  وهناك في درس الموسيقى شاهده برنارد فريزر روس (سابقًا برنارد فريزر)، وهو اسكتلندي ثري سُجن لكونه قوادًا مثليًا للأرستقراطية. أقنع روس والدي إيقربوشن بالسماح له بأخذ الصبي إلى إنجلترا لتعليمه الموسيقي.
لسمعة فريزر روس، ربما تلقى إقربوشن تعليمًا خاصًا. في وقت لاحق كذب بشأن سنواته الأولى: فادعى أنه درس في كلية نورتون، والأكاديمية الملكية للموسيقى، والكلية الملكية للموسيقى، لكن ذلك غير صحيح فاسمه لا يظهر في السجلات المدرسية . لكن بالرغم منذلك ذلك، فقد كان إيقربوشن بالتأكيد معجزة موسيقية. شملت أعماله المبكرة "Kabylia Rapsodie n. 9" و"Arabe rapsodie n. sept".

## الميراث والزواج
عند وفاة فريزر روس عام 1929، ورث إقربوشن جميع ممتلكاته في الجزائر. ورث أيضا عن فريزر روس 1500 جنيه إسترليني إضافية بشرط ألا يتزوج فتاة من أصل أوروبي  ومع ذلك، تزوج إقربوشن من مواطنة فرنسية من الجزائر وهي لويز جوميز. فشل الزواج بالرغم من عدم الطلاق  .

## الانطلاقة الفنية
في عام 1934، تم تقديم إقربوشن إلى جمعية المؤلفين والملحنين وناشري الموسيقى (SACEM) كمؤلف أغاني، وفي نفس العام تم تقديمه أيضًا كعضو في جمعية المؤلفين والملحنين المسرحيين (SACD). كما درس في باريس في المعهد الوطني للغات والحضارات الشرقية اللغات تماهاقث، ثاشلحيث وثاشاويث.
في أوائل الثلاثينيات من القرن الماضي، ألف إقربوشن الموسيقى لعدة أفلام وثائقية جزائرية وفيلم قصير (دزاير). عمله هذا دفع جوليان دوفيفير إلى أن يطلب منه التعاون مع فنسنت سكوتو في الموسيقى التصويرية لفيلم روائي طويل عام 1937 "Pépé le Moko" وهو فيلم من بطولة جان جابين. ونسب إليه لقب «محمد يقيربوشن». أعيد إنتاج الفيلم عام 1938 في هوليوود بالجزائر العاصمة، واستخدم موسيقاه مرة أخرى وفي هذه المرة كان يُنسب إليه لقب «محمد إقربوشن».
في الثلاثينيات من القرن الماضي، أصبح إقربوشن أيضًا مالكًا مشاركًا لمطعم بار وكباريه"El Djazaïr"(الجزائر العاصمة بالعربية)، الواقع في شارع دي لا هوشيت في الحي اللاتيني بباريس. في عام 1938، التقى بالمطرب سليم هلالي (أصله من عنابة) في باريس، الذي ألف معه حوالي خمسين أغنية، معظمها بأسلوب الفلامنكو العربي. كان التعاون ناجحًا في الأندية الباريسية، كما قاما معا بجولة في بقية أوروبا. كانا يتمتعان بشعبية خاصة في شمال إفريقيا. في عام 1937، كتب على وجه الخصوص النتيجة الخاصة بفيلم «أرض مثالية في تونس».
بثت البي بي سي في عام 1939 أحد أعماله الأوركسترالية، "Moorish Rhapsody"، بقيادة تشارلز بريل 

## الحرب العالمية الثانية
خلال الحرب العالمية الثانية، كان إقربوشن متعاونًا نازيًا، حيث كان يدير التوجيه الموسيقي لبث الدعاية الخاصة بالنظام «باريس مونديال» والتي تستهدف شمال إفريقيا. كما بدأ علاقة مع امرأة ألمانية بلجيكية تدعى إيوان إيفون فوم دورب (باللاتينية Iwane 'Yvonne' Vom Dorp)، وأنجب منها خمسة أطفال غير شرعيين. سينتهي الأمر بها بتركه. في نهاية الحرب، لم تتم محاكمته بتهمة الخيانة من قبل الحكومة الفرنسية بسبب حمايته من طرف مسؤول كبير.

## السنوات الأخيرة
في بداية عام 1945، قام إقربوشن بتأليف حوالي مائة أغنية بناءً على قصائد رابندرانات طاغور. في عام 1946، قام بتأليف موسيقى طاهر حناش لغواصي الصحراء. ألّف إقربوشن أيضًا موسيقى الفيلم الفرنسي القصير Le songe de chevals sauvage لعام 1962، الفيلم الذي أخرجه ألبيرت لاموريس والذي يصور الخيول البرية في فرنسا.
عام 1957، عاد إقربوشن إلى الجزائر، حيث عمل في الإذاعة الجزائرية أنذاك، وألف وأدار أوركسترا أوبرا الجزائر. ومع ذلك، بعد حرب الاستقلال الجزائرية وما تلاها من سياسة التعريب الرسمية، كشخصية مرتبطة بفرنسا، وأيضًا بسبب كونه قبائليا، وجد نفسه مهمشًا. وقد مات بسبب مرض السكري في الجزائر العاصمة في الظلام بسبب التجاهل والمرارة  وشهدت هذه السنوات الأخيرة محاولات لإعادة تأهيل وإحياء أعماله، وجعله أيقونة وطنية.

## فهرس
- Jordaan, Peter (2022). A Secret Between Gentlemen: Lord Battersea's hidden scandal and the lives it changed forever (بالإنجليزية). Alchemie Books..
- Ethan B. Katz, The Burdens of Brotherhood: Jews and Muslims from North African to FranceHarvard, Harvard University Press, 2015.
- Mouloud Ounnoughene, Mohamed Iguerbouchène : Une œuvre intemporelle, Dar Khettab, Algiers, 2015.

## المذكرات والمراجع
1. ↑  مذكور في: قاعدة بيانات الأفلام على الإنترنت. الوصول: 25 نوفمبر 2019. مُعرِّف قاعدة بيانات الأفلام على الإنترنت (IMDb): nm0947910. لغة العمل أو لغة الاسم: الإنجليزية.
2. ↑  Iguerbouchen, l'un des plus grands compositeurs algériens et musicologue universel نسخة محفوظة 2022-03-15 على موقع واي باك مشين.
3. 1 2 3 4  Jordaan 2022.
4. ↑  Arab Forbidden To Marry White Girl,  Falkirk Herald , 31 mai 1930, p12.
5. ↑  Jarvis, Jill (10 May 2021). Décoloniser la mémoire : l'Algérie et la politique du témoignage, 52 (بالإنجليزية). Duke University Press. ISBN:978-1-4780-2141-4..
6. ↑  "Charles Brill et son orchestre". Radio Times. مؤرشف من الأصل في 2022-10-18. {{استشهاد ويب}}: النص "date 9 juin 1939" تم تجاهله (مساعدة).
7. ↑  Jordaan, Peter 'Rhapsody in the Dark', Van Magazine, 12 mai 2022
8. ↑  Mohammed Aïssaoui, L’Étoile jaune et le croissant, Gallimard, Paris 2012, p. 72.
9. ↑  Rédaction, La (15 Dec 2010). [https: //www.depechedekabylie.com/culture/89884-portrait-mohand-iguerbouchene-itineraire-dun-artiste-complet/ "Portrait Mohand Iguerbouchène / Itineraire d'un artiste complet"]. La Dépêche de Kabylie (بfr-FR). Retrieved 2021-06-27. {{استشهاد ويب}}: تحقق من قيمة |مسار= (help)صيانة الاستشهاد: لغة غير مدعومة (link)

## روابط خارجية
- محمد إقربوشن على موقع IMDb (الإنجليزية)
- محمد إقربوشن على موقع ألو سيني (الفرنسية)
- محمد إقربوشن على موقع ميوزك برينز (الإنجليزية)
- محمد إقربوشن على موقع أول موفي (الإنجليزية)
- محمد إقربوشن على موقع قاعدة بيانات الأفلام السويدية (السويدية)
- محمد إقربوشن على موقع ديسكوغز (الإنجليزية)
- محمد إقربوشن على موقع قاعدة بيانات الفيلم (الإنجليزية)
- محمد إقربوشن على موقع كينوبويسك (الروسية)